# Шуварово
Шуварово (мар. Шуаръял) — деревня в Мари-Турекском районе Республики Марий Эл России. Входит в состав Косолаповского сельского поселения.

## География
Деревня находится в восточной части республики, в зоне хвойно-широколиственных лесов, в пределах Мари-Турекского плато, на расстоянии примерно 18 километров (по прямой) к северо-востоку от посёлка городского типа Мари-Турек, административного центра района. Абсолютная высота — 153 метра над уровнем моря.

### Климат
Климат характеризуется как умеренно континентальный, с умеренно холодной снежной зимой и относительно тёплым летом. Среднегодовая температура воздуха — 2,2 °С. Средняя температура воздуха самого тёплого месяца (июля) — 18,5 °C (абсолютный максимум — 38 °С); самого холодного (января) — −14 °C (абсолютный минимум — −48 °С). Продолжительность периода с устойчивыми морозами — в среднем 127 дней. Среднегодовое количество атмосферных осадков составляет 496 мм, из которых около 70 % выпадает в тёплый период период.

### Часовой пояс
Деревня Шуварово, как и вся Марий Эл, находится в часовой зоне МСК (московское время). Смещение применяемого времени относительно UTC составляет +3:00.

## История
Известна с 1906 года, когда в деревне насчитывалось 49 дворов, проживало 332 человека. В 1923 году в деревне насчитывалось 35 дворов, проживал 231 человек. В 1925 году было 285 жителей, в том числе 52 русских, 233 мари, в 1933 году было 315 жителей, в 1946 году 182. В 2000 году в деревне имелся 21 дом. В советское время работали колхозы "Октябрь", "Заветы Ильича", совхоз "1 Мая" и ОПХ имени Мосолова. 

## Население
| 2002 | 2010 |
| ---- | ---- |
| 50   | ↘16  |

### Национальный состав
Согласно результатам переписи 2002 года, в национальной структуре населения марийцы составляли 90 % из 50 чел.

## Известные уроженцы
Ведерников Николай Иванович (1935—2017) — советский и российский архитектор. Главный художник г. Йошкар-Олы (1968―1989). Создатель Мемориального ансамбля воинской славы в г. Йошкар-Оле (1975). Заслуженный деятель искусств Марийской АССР (1977). Лауреат Государственной премии Марийской АССР (1978).